# St. Michaelis (Gerdau)

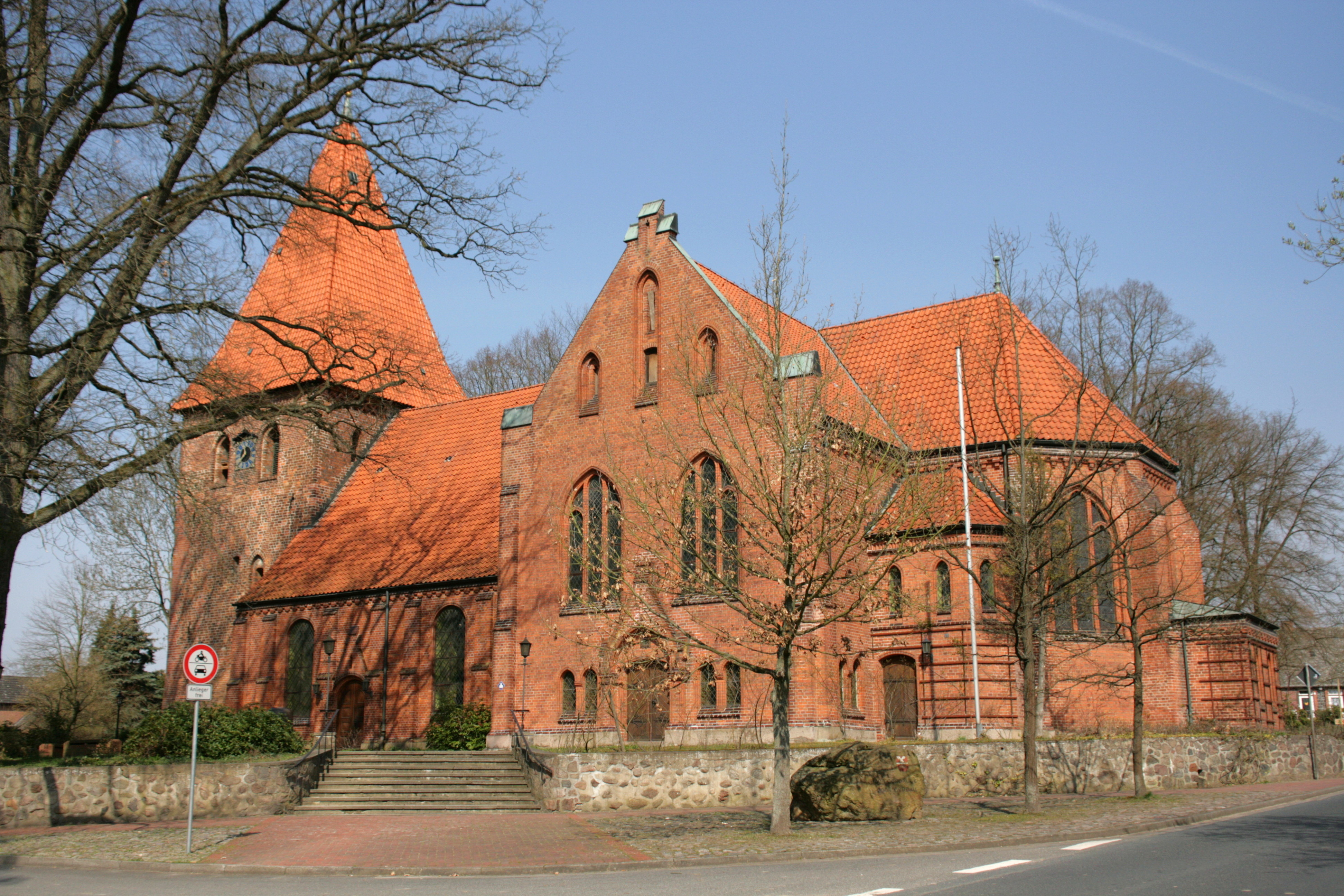
St. Michaelis in Gerdau

St. Michaelis ist eine evangelisch-lutherische Kirche in Gerdau im niedersächsischen Landkreis Uelzen. Sie wurde von Herzog Hermann Billung gestiftet und im 10. Jahrhundert erbaut.

## Geschichte
Über das genaue Alter der Kirchengründung ist nichts bekannt. Aufgrund des historischen Kontextes kann aber angenommen werden, dass die erste Kirche in Gerdau im Laufe des früheren 9. Jahrhunderts entstand, als das nordöstliche Niedersachsen nach der Eingliederung Sachsens in das Fränkische Reich nachhaltig christianisiert wurde. Mit großer Sicherheit dürfte es sich bei den frühen Kirchenbauten in Gerdau bis in das Hochmittelalter hinein um Holzgebäude gehandelt haben. Erstmals urkundliche Erwähnung fand die St. Michaeliskirche in einer Urkunde aus dem Jahre 1004. Darin überschreibt Bernhard I., ein Sohn Hermann Billungs, dem St. Michaeliskloster Lüneburg neben der Kirche auch den Herrensitz in Gerdau sowie einige Dörfer in der Umgebung. Damit ging das Patronat über die Kirche auf das Kloster über. Als Gegenleistung erhielt er den Gerdauer Schatz. Zu Beginn des 16. Jahrhunderts wurde ein gotischer Backsteinturm an das Kirchengebäude angebaut.
1874 wurde St. Michaelis mit einer Orgel ausgestattet. Ende des 19. Jahrhunderts stieß die Kirche an ihre Kapazitätsgrenzen. Da die Gemeinde stark von der von Hermannsburg ausgehenden Erweckungsbewegung geprägt war, stieg die Zahl der Gottesdienstbesucher beträchtlich. Zudem traten Risse im Chor auf. All dies führte dazu, dass der Kirchenvorstand 1888 die Renovierung und Erweiterung des Kirchenbaus beschloss. Unter dem Konsistorialbaumeister Conrad Wilhelm Hase wurde das Altarhaus mit Sakristei abgerissen. Dafür wurde ein größeres Kreuzschiff mit einem neuen Altarraum im neugotischen Stil erbaut. 1891 wurden die Baumaßnahmen abgeschlossen. 1934 erhielt die Kirche zwei Werke des Kirchenmalers Rudolf Schäfer. Sie stellen die Schöpfung und die Verkündigung an Maria dar.
Die Verschmutzungen der Kirchenwände und des Tonnengewölbes durch eine Ofenheizung hatten zu einer Übertünchung geführt. Im Jahr 1983 beschloss der Kirchenvorstand, das Tonnengewölbe sowie die wertvollen neugotischen Schnitzereien und Malereien wieder freizulegen. In langjährigen Restaurierungsarbeiten wurde wieder ein stilistisch einheitlicher Innenraum geschaffen. Am 1. Advent 1984 wurde die Kirche neu eingeweiht. Die Restaurierung der Kanzel und eine Neuausmalung der Chorraums erfolgten in den folgenden Jahren, 1990 war die Restaurierung der Kirche abgeschlossen.

## Orgel

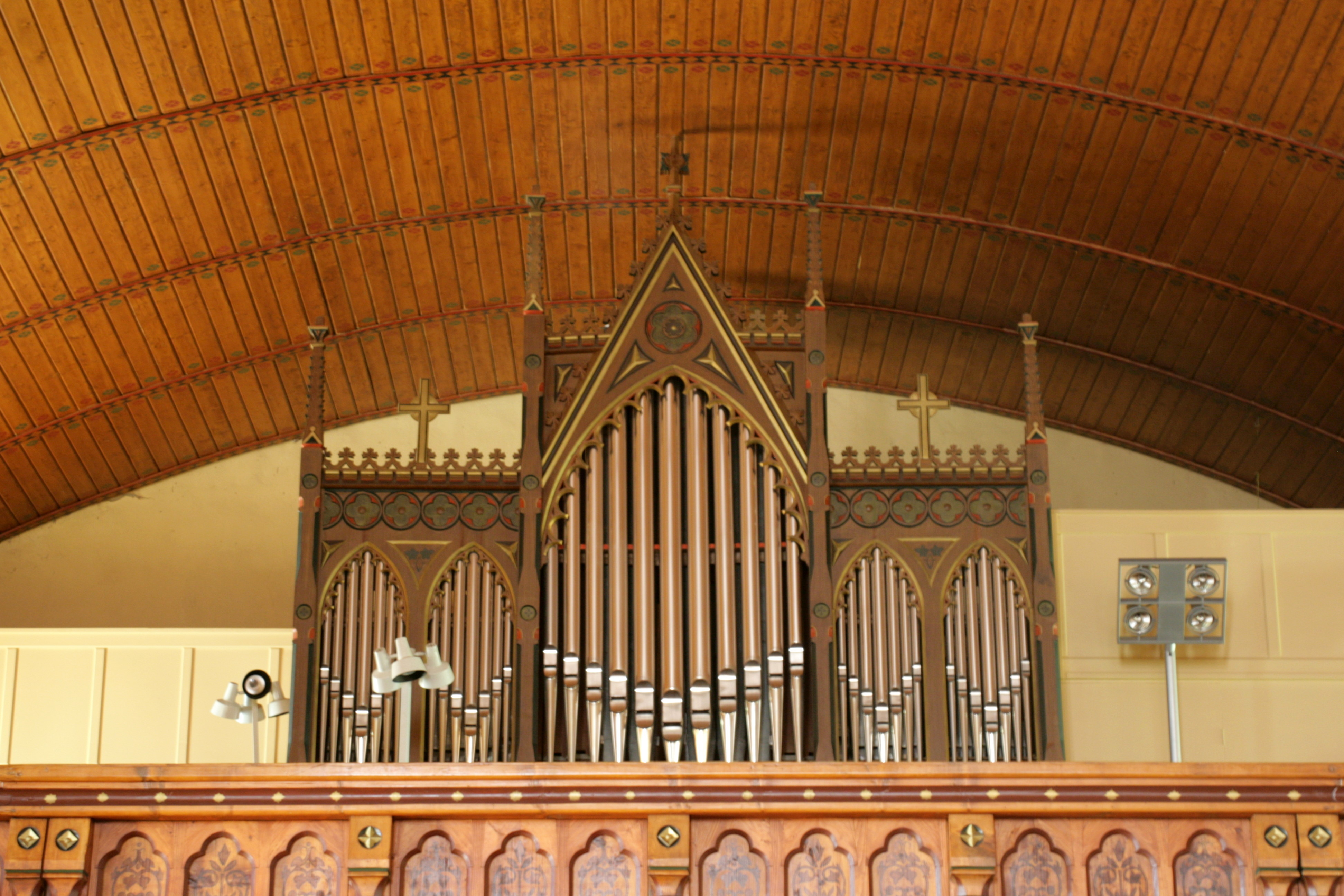
Blick auf die Orgel

Die Orgel wurde 1874 von dem Orgelbauer Philipp Furtwängler aus Elze erbaut. Das Instrument hat 15 Register auf zwei Manualen und Pedal. Die Spiel- und Registertrakturen sind mechanisch.
| I Hauptwerk C–f3 |                |     |
| 1.               | Bordun         | 16′ |
| 2.               | Principal      | 8′  |
| 3.               | Rohrflöte      | 8′  |
| 4.               | Viola da Gamba | 8′  |
| 5.               | Octave         | 4′  |
| 6.               | Octave         | 2′  |
| 7.               | Mixtur IV      |     |

| II Oberwerk C–f3 |                 |    |
| 8.               | Geigenprincipal | 8′ |
| 9.               | Lieblich Gedact | 8′ |
| 10.              | Salicional      | 8′ |
| 11.              | Gemshorn        | 4′ |

| Pedalwerk C–f1 |               |     |
| 12.            | Subbass       | 16′ |
| 13.            | Principalbass | 8′  |
| 14.            | Bordun        | 8′  |
| 15.            | Posaune       | 16′ |

- Koppeln: II/I, I/P

## Glocken
Der Kirchturm trägt zwei Glocken, welche 1925 und 1976 gegossen wurden.

## Kirchengemeinde
Die evangelisch-lutherische Kirchengemeinde Gerdau gehört dem Kirchenkreis Uelzen an. Neben einem wöchentlichen Gottesdienst bietet die Gemeinde diverse musikalische Veranstaltungen und Gruppenangebote an. Zum Einzugsbereich gehören neben Gerdau auch Barnsen, Bohlsen, Holthusen II, Bargfeld, Groß Süstedt, Hansen, Klein Süstedt und Böddenstedt. Seit 2005 ist die Kirchengemeinde Gerdau pfarramtlich verbunden mit der Kirchengemeinde Eimke.

## Galerie

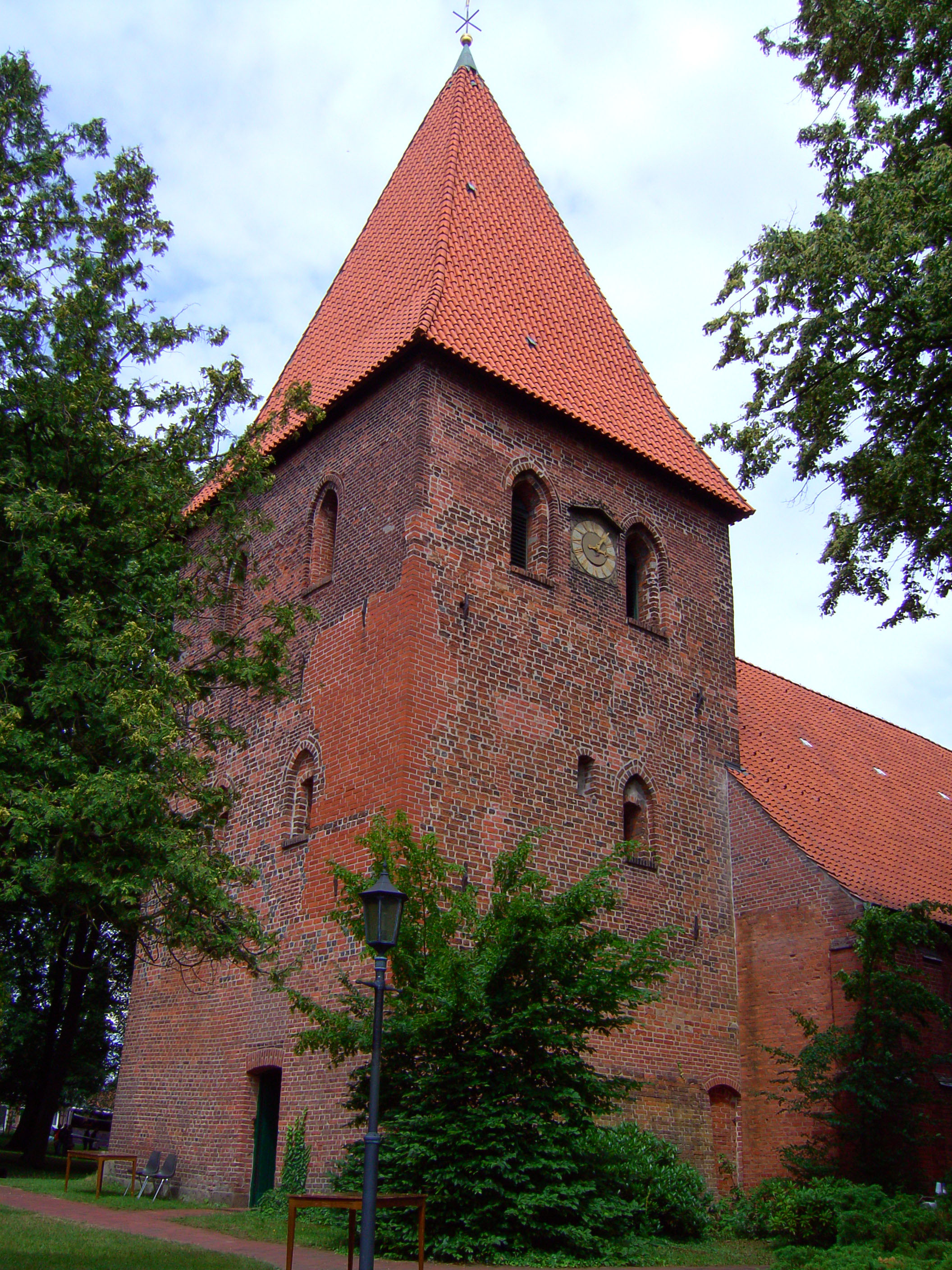
Kirchturm
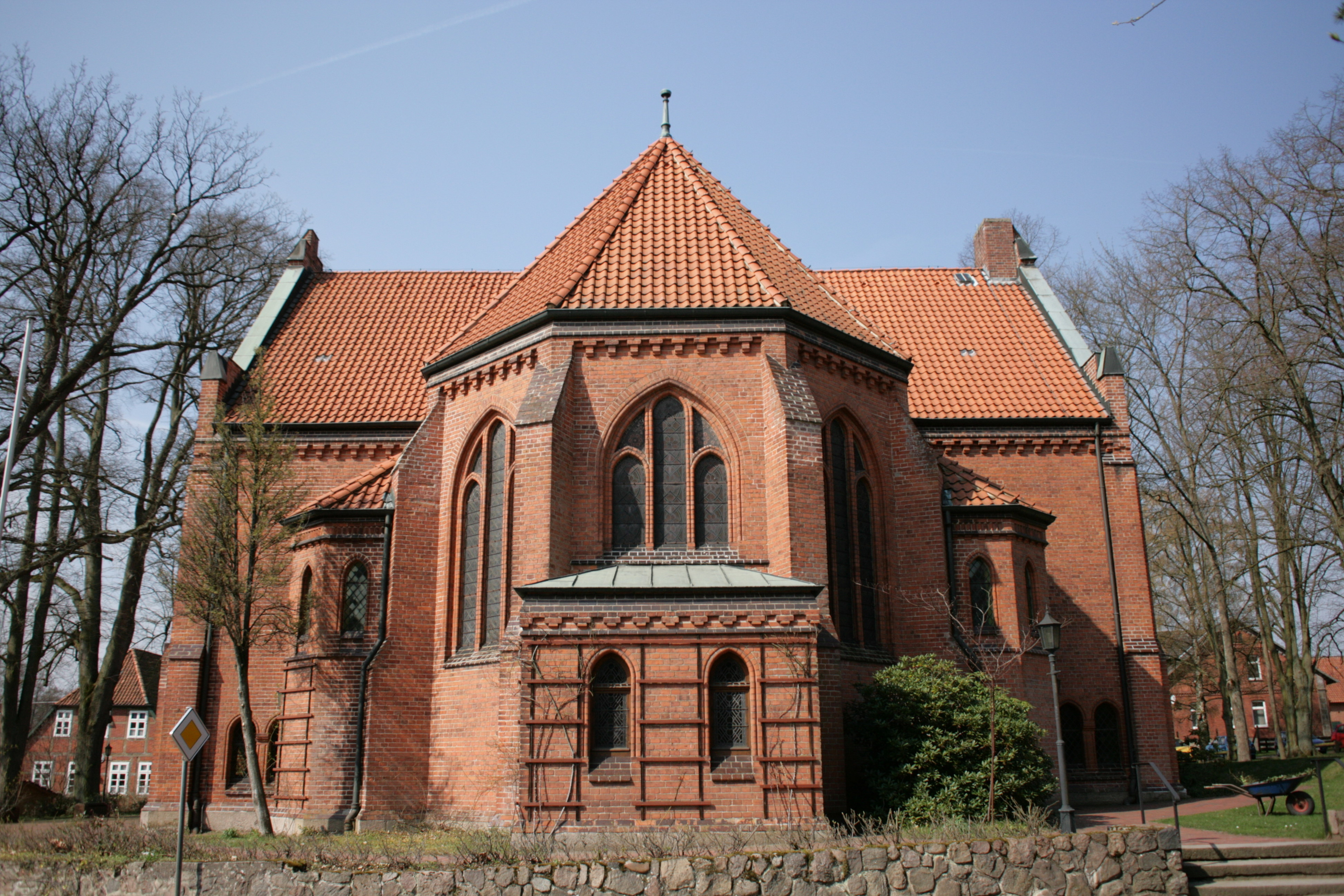
Blick von Osten auf den Chorraum
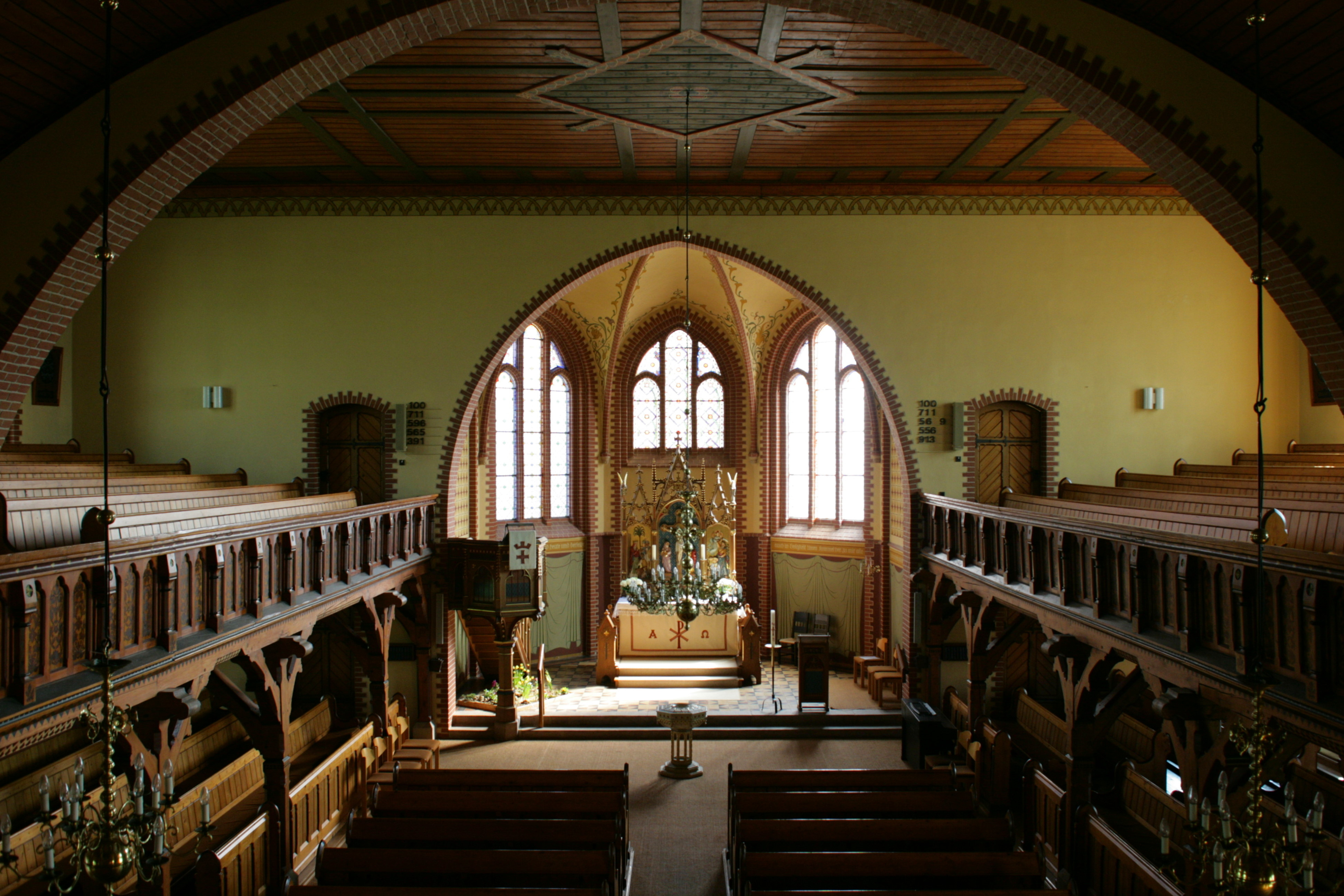
Innenraum der Kirche
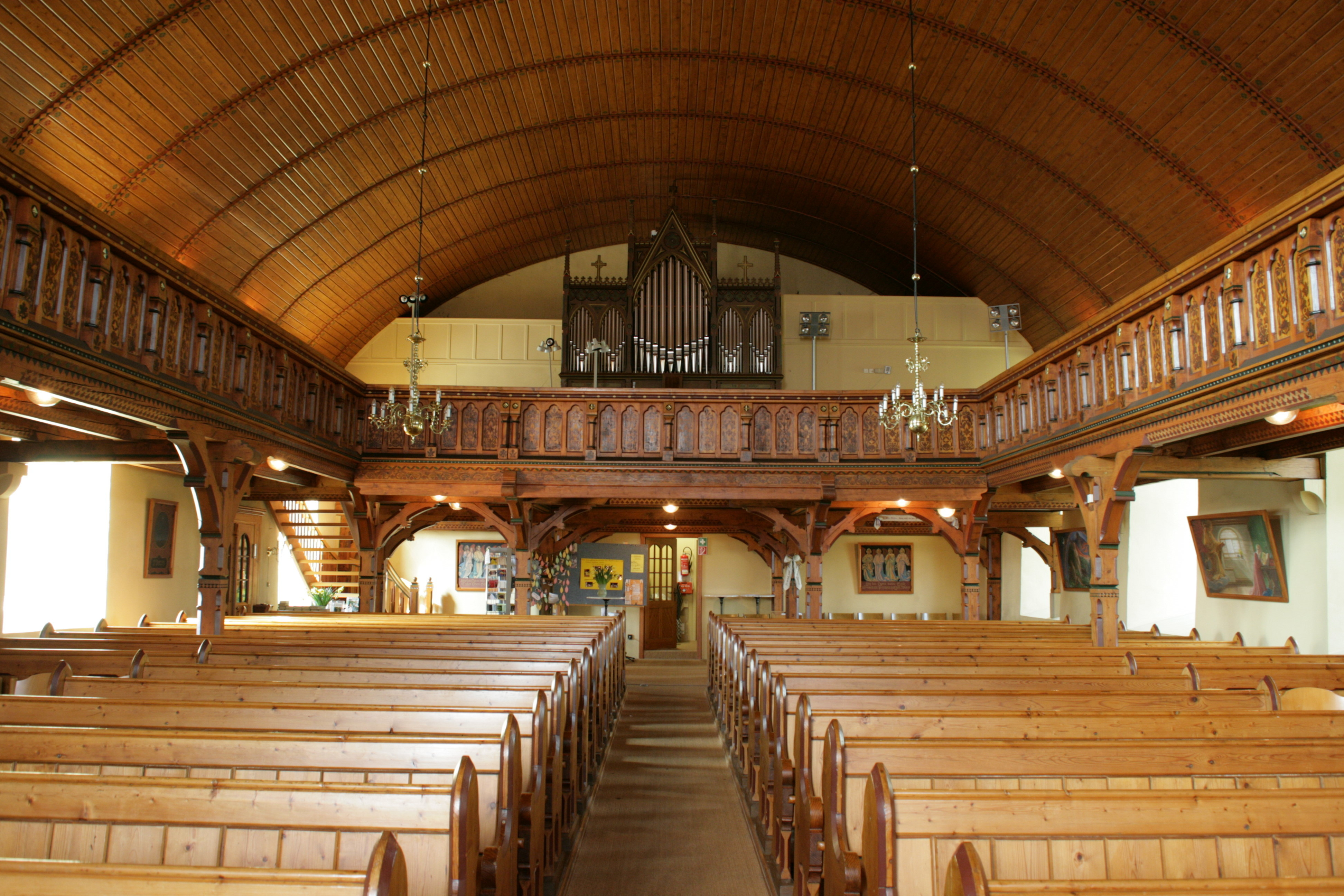
Blick zur Empore mit Orgel
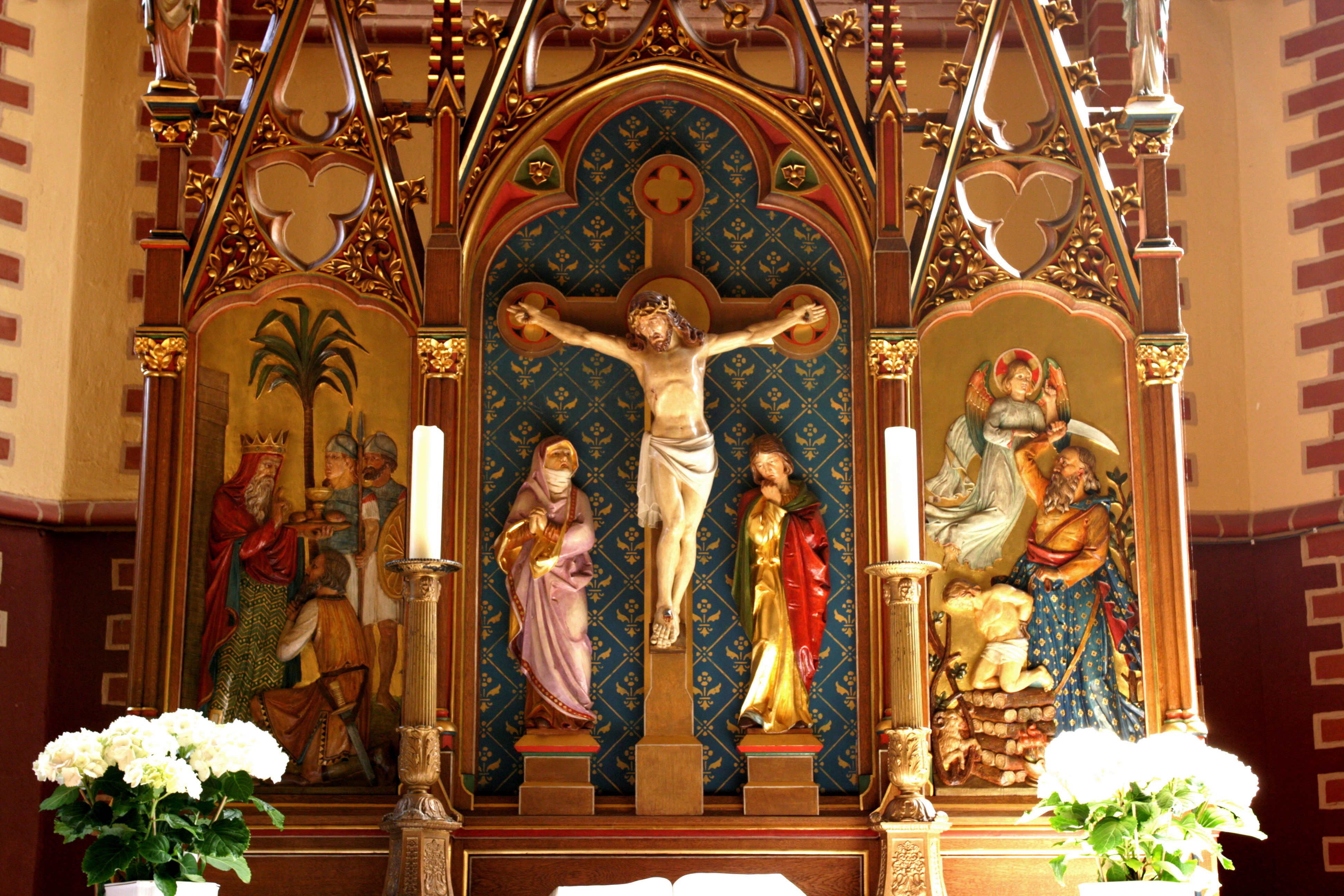
Altaraufsatz
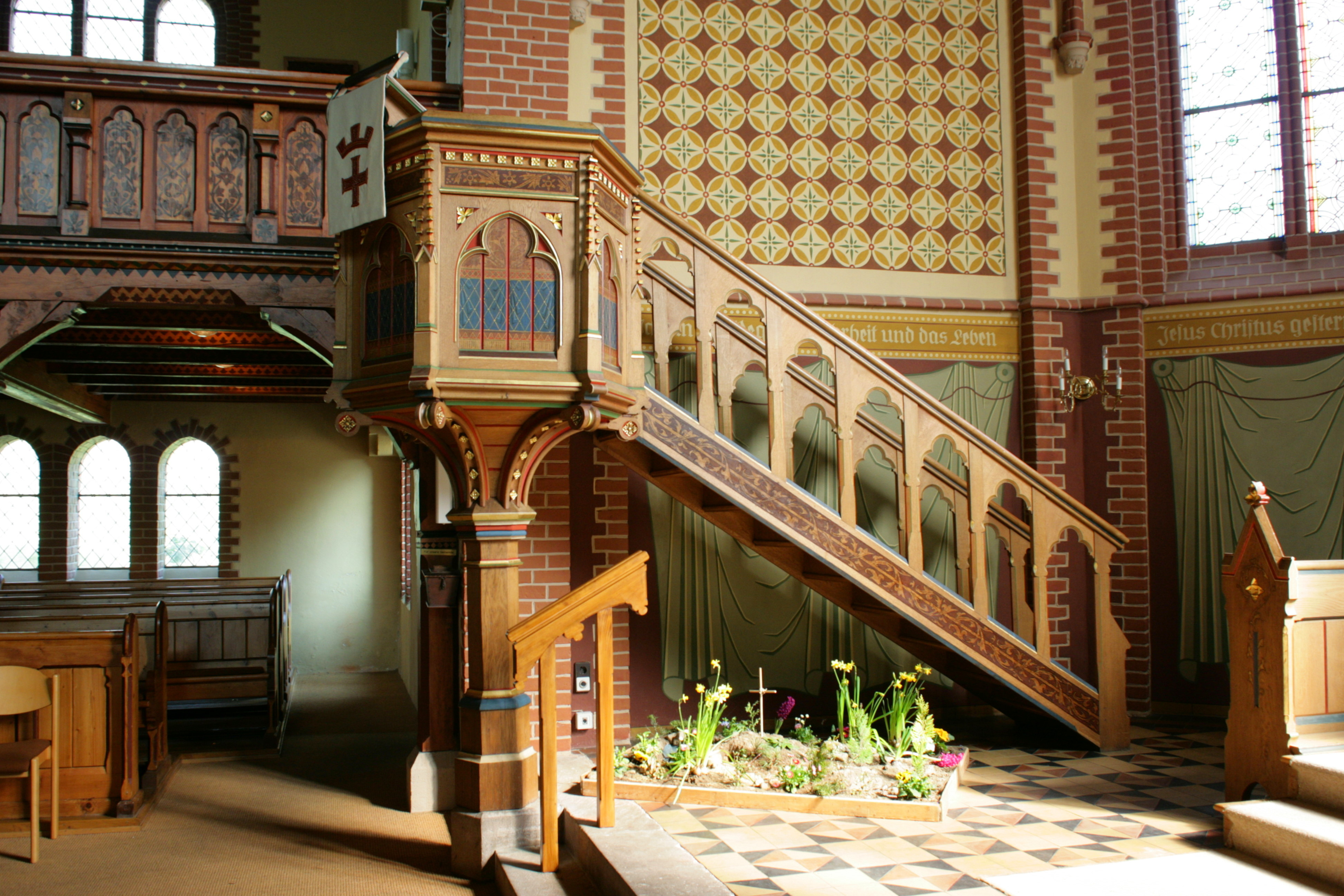
Kanzel